# مزرعه خاتون
مزرعه خاتون روستایی در دهستان نهرمیان بخش زالیان شهرستان شازند استان مرکزی ایران است.

## جمعیت
بر پایه سرشماری عمومی نفوس و مسکن در سال ۱۳۹۵ جمعیت این روستا ۳۳۸ نفر (۱۱۷خانوار) بوده‌است.